# Ana Line
Santa Ana Line (1567 - 27 de febrero de 1601) fue una mártir inglesa que fue ejecutada por orden de Isabel I. Fue canonizada por el Papa Pablo VI en 1970 junto con el resto de los Cuarenta Mártires de Inglaterra y Gales.

## Biografía
Ana Heigham nació en 1567 y era la segunda hija de la familia Heigham, Esq., de Essex, un calvinista de mentalidad estricta, y fue junto con su hermano William se convirtió al catolicismo. Algún tiempo antes de 1586, se casó con Roger Line, un joven que se había convertido poco tiempo antes al catolicismo. Roger Line y William Heigham fueron arrestados mientras atendían al pueblo, y posteriormente desterrados. Roger Line se fue a Flandes, donde recibió una pequeña cantidad de dinero de Felipe II, parte del cual enviaba a su mujer hasta su muerte en 1594. 
Después de la huida del padre Gerard de la Torre en 1597, y al mismo tiempo que las autoridades comenzaban a sospechar que Line le ayudaba, fue transferida a otra casa, que se convirtió en centro de reuniones para los católicos vecinos. El día de la Purificación (1601), el padre Francis Page, S.J., estaba a punto de celebrar misa en dicho edificio, cuando entraron cazadores de sacerdotes. El padre Page inmediatamente se quitó la vestimenta religiosa y se mezcló con los demás; mas bastó la presencia de un altar preparado para la ceremonia para arrestar a la señora Line. 
Fue enjuiciada en Old Bailey el 26 de febrero de 1601 y acusada según el acta 27 de la reina Isabel, es decir, por dar albergue a un sacerdote, aun cuando esto no podía probarse. Ana Line fue colgada el 27 de febrero de 1601. Fue ejecutada junto a dos sacerdotes más Roger Filcock y Marcos Barkworth.

## Veneración
Ana Line fue beatificada por Pío XI el 15 de diciembre de 1929 y canonizada por Pablo VI el 25 de octubre de 1970, como uno de los Cuarenta Mártires de Inglaterra y Gales. 
Su festividad, junto con la de 35 mártires más, el 25 de octubre. De todas maneras, el Martirologio Romano coloca su festividad el 27 de febrero y en la Diócesis de Leeds, su festividad está situada junto a las también mártires Margarita Clitherow y Margarita Ward el 30 de agosto.